# Cometa McNaught
El cometa C/2006 P1, también conocido como cometa McNaught, es un cometa no periódico descubierto el 7 de agosto de 2006 en Australia por Robert H. McNaught. Alcanzó su perihelio el 12 de enero de 2007, pasando a ser visible a simple vista. Es el cometa más brillante que se ha visto en los últimos cuarenta años, tras el cometa Ikeya-Seki.

## Historia
El cometa McNaught alcanzó una posición y brillo tales que permitieron su observación a simple vista desde enero de 2007, siendo visible con una magnitud aparente de -5,5 desde ambos hemisferios, a plena luz del día. El cometa se situaba cerca de Venus y de las constelaciones del  Águila, y Ofiuco, durante enero de 2007. 
Debido a su proximidad al Sol, su visión solamente fue posible durante el crepúsculo y poco después de éste. El 13 de enero de 2007 el cometa sobrepasó en brillo al cometa West convirtiéndose en el cometa visible desde la Tierra más brillante de los últimos 40 años, desbancándole el Ikeya-Seki.

## Galería de imágenes

Imágenes del cometa McNaught en enero de 2007
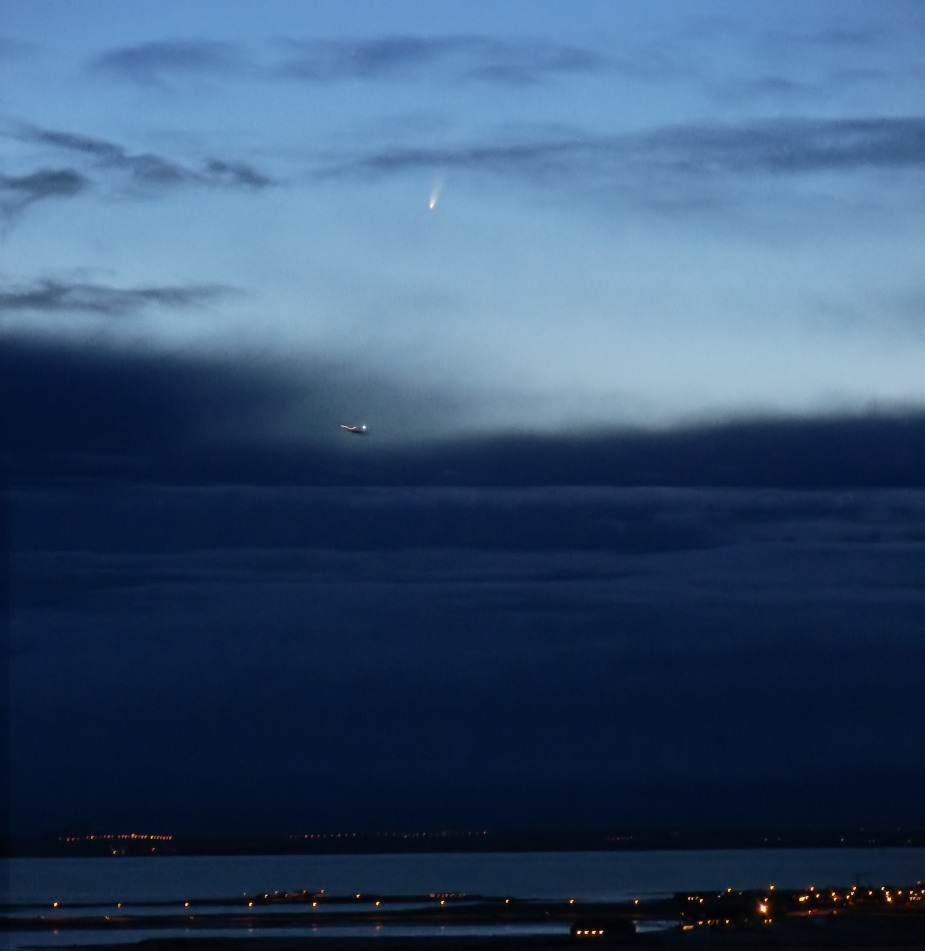
Islandia, 9 de enero
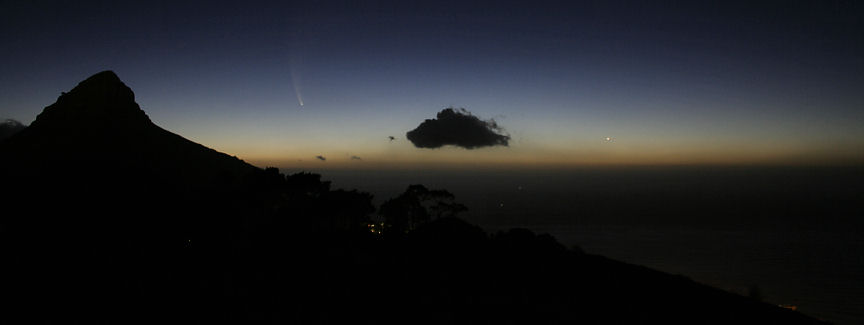
Afueras de Ciudad del Cabo, Sudáfrica, 19 de enero
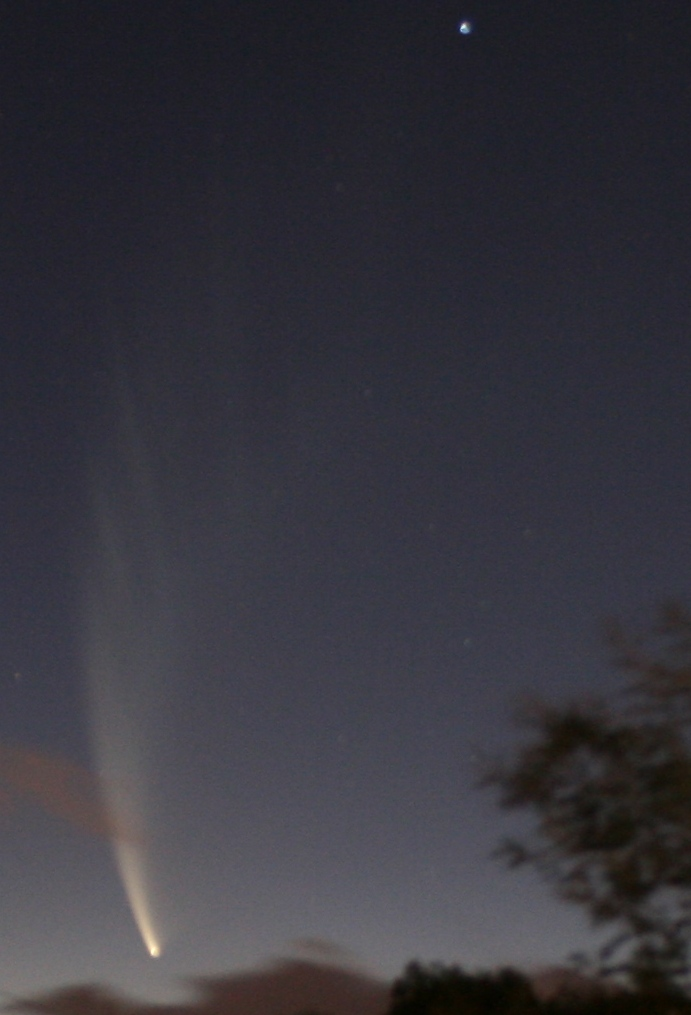
Red Hill, Canberra, 21 de enero

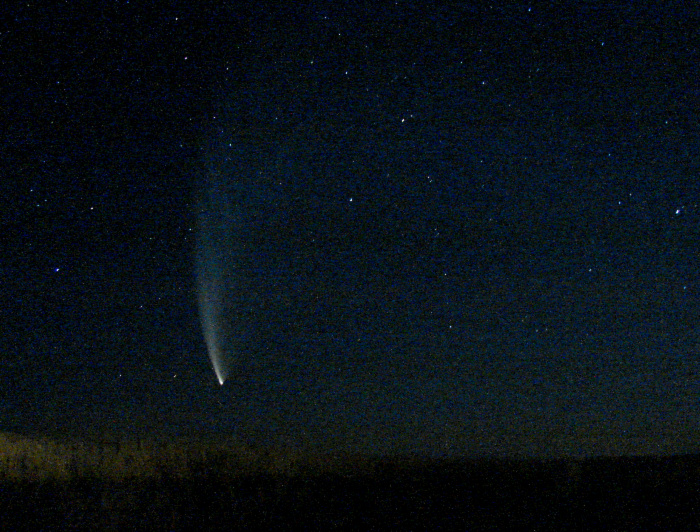
Afueras de Daireaux, Argentina, 23 de enero
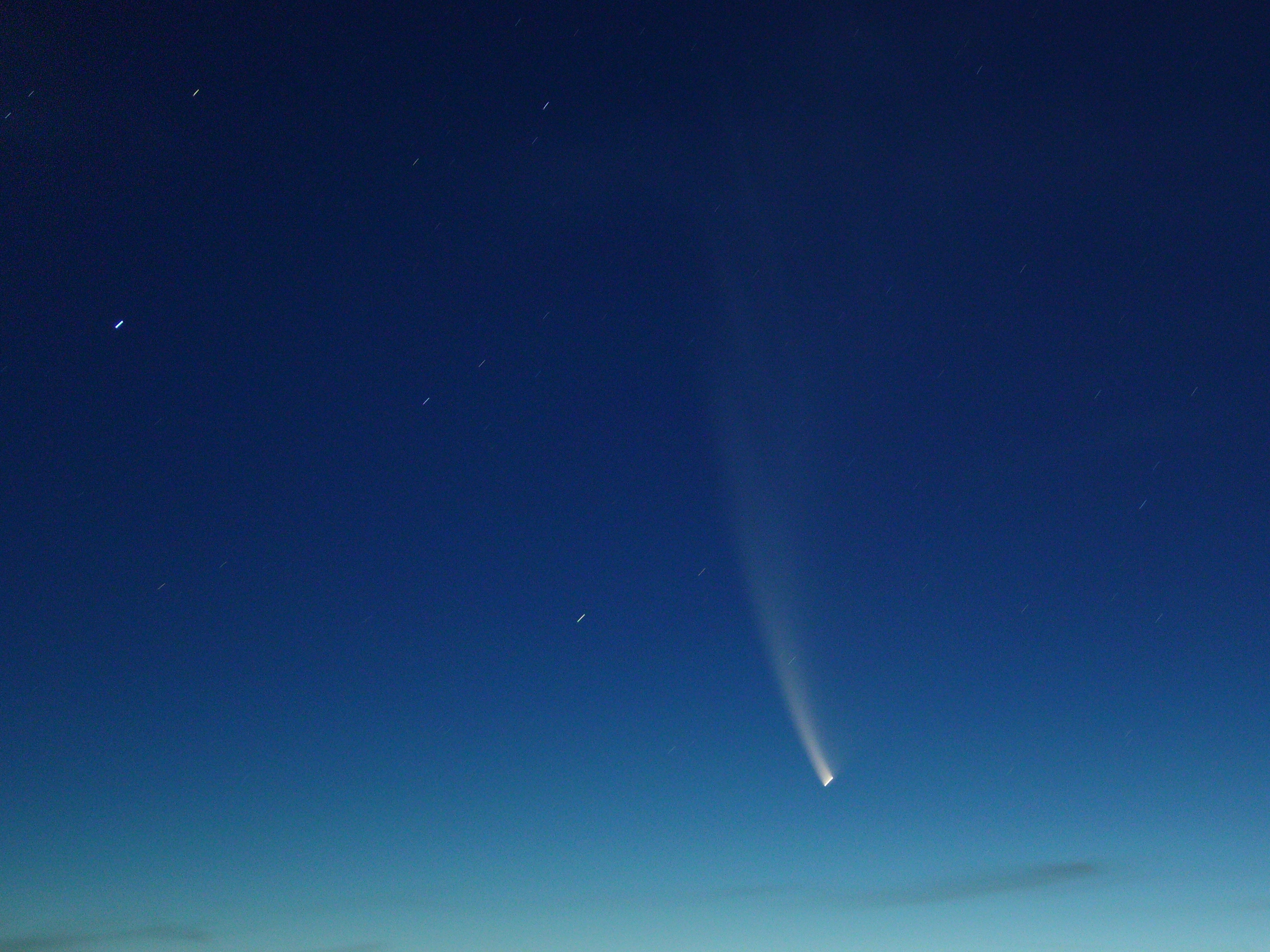
Santa Lucía, Uruguay, 21 de enero
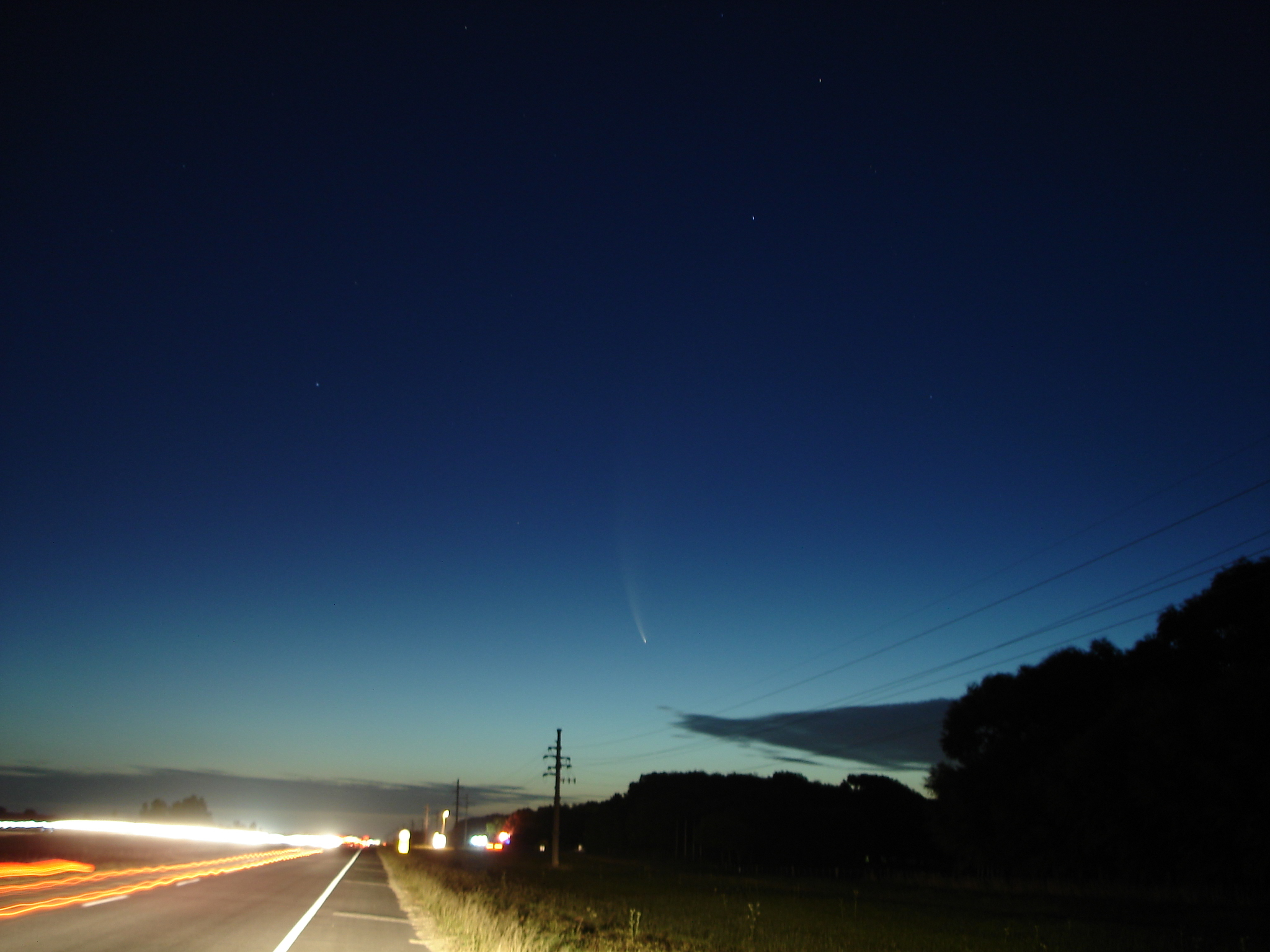
General Madariaga, Argentina, 21 de enero
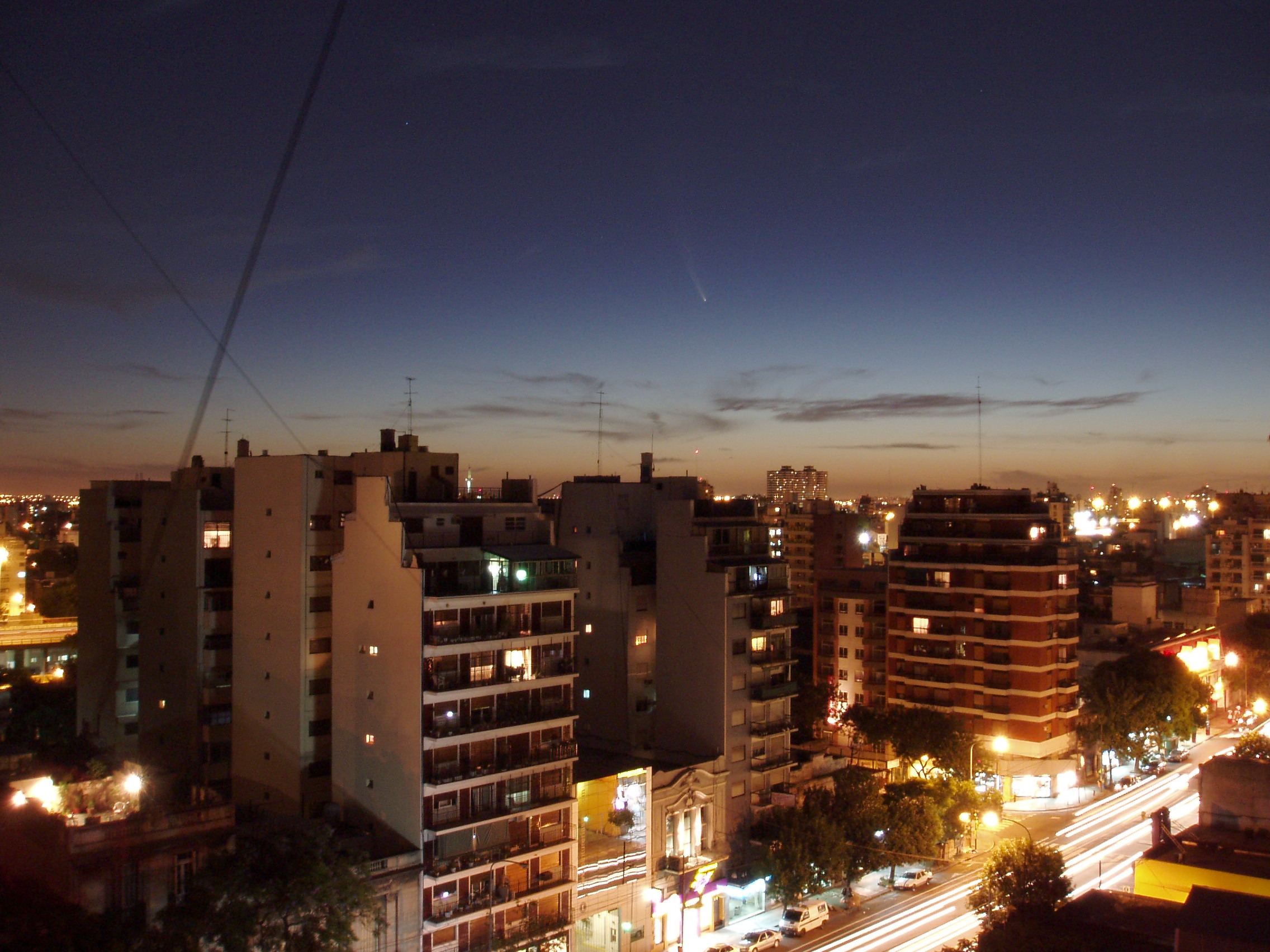
Buenos Aires, Argentina, 21 de enero
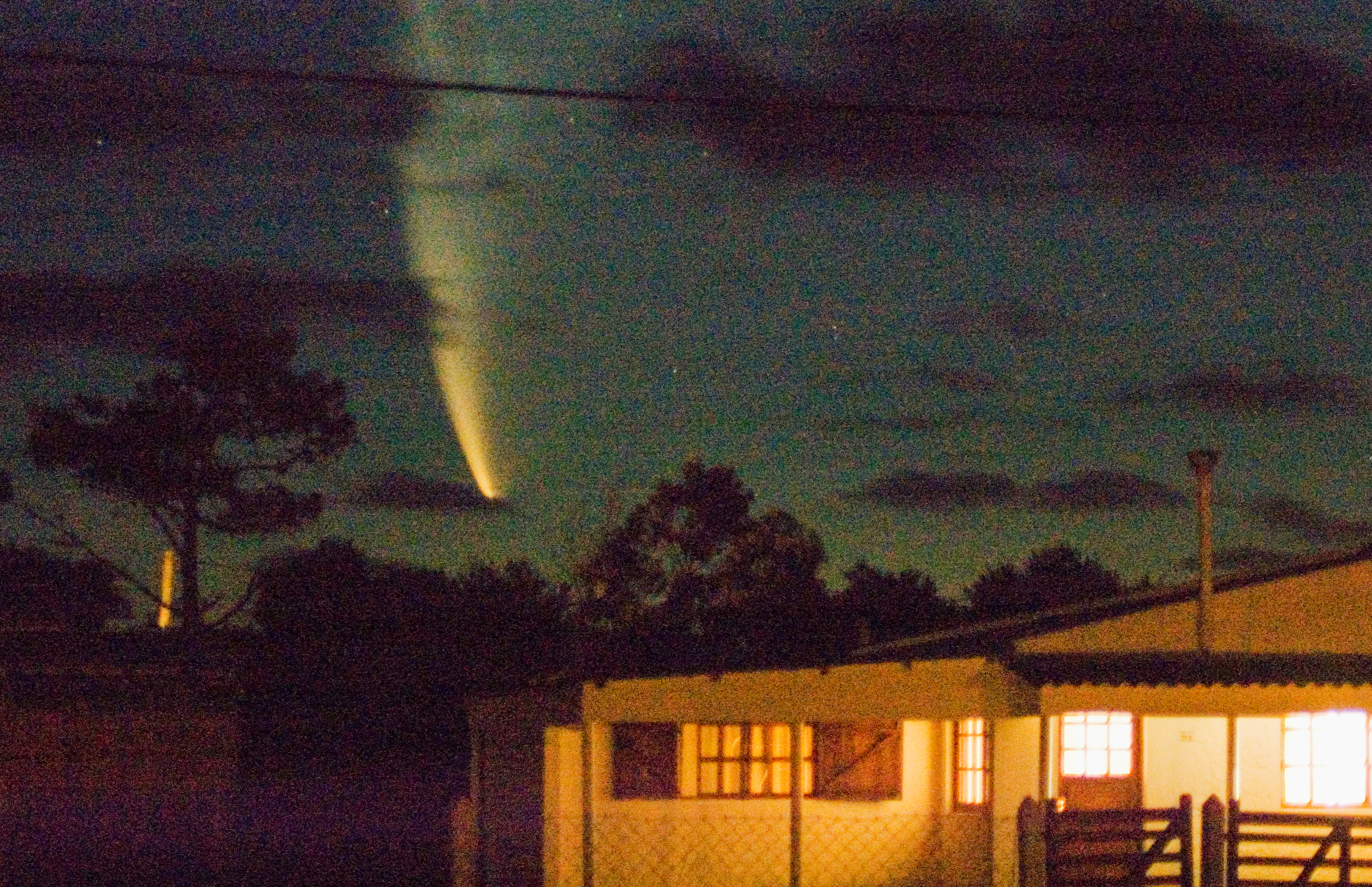
Cometa McNaught, desde Barra de Valizas, Rocha, Uruguay